# Olimpia (keresztnév)
Az Olimpia női név a görög Olümpiasz névből származik, a jelentése Olümposz hegyéről való.

## Gyakorisága
Az 1990-es években szórványos név, a 2000-es években nem szerepel a 100 leggyakoribb női név között.

## Névnapok
- december 17.[2]

## Idegen nyelvű névváltozatai
- angol: Olympia
- francia: Olympe

## Híres Olimpiák
- Olympia Dukakis (*1931) amerikai színésznő
- Olympia Mancini (1637–1708) olasz bárónő, Mazarin bíboros unokahúga, Savoyai Jenő anyja

## Egyéb Olimpiák
- Olympia, Molnár Ferenc színművének címszereplője
- Olympia, Washington állam fővárosa